# صايعين ضايعين (مسلسل)
صايعين ضايعين مسلسل سوري فُكاهي كوميدي، كان أول عرض له في 1 أغسطس 2011، سيناريو وحوار رازي وردة، إخراج صفوان مصطفى نعمو. شارك فيه ممثلون من سورية، ومصر، ولبنان، والعراق، والسعودية. ولم يحقق النجاح المتوقَّع.

## فريق العمل
- سيناريو وحوار: رازي وردة
- إخراج: صفوان مصطفى نعمو
- التأليف الموسيقي: رضوان نصري
- غناء شارة البداية: هشام الحاج
- غناء: شعبان عبد الرحيم
- غناء شارة النهاية: علي الديك

### الممثلون
(بحسب ظهور أسمائهم في الشارة)
- حسن حسني
- عبد المنعم عمايري
- أيمن رضا
- سعد مينه
- رولا سعد
- غادة بشور
- أندريه سكاف
- علي كريم
- ناهد حلبي
- جيهان عبد العظيم
- هبة نور
- جرجس جبارة
- حسن دكاك
- نزار أبو حجر
- طارق مرعشلي
- محمد الشماط
- أدهم مرشد
- فاتن شاهين
- هيا مرعشلي

### بالاشتراك مع
- ياسين بقوش
- نضال سيجري
- عبد الحكيم قطيفان
- ميلاد يوسف
- سليم كلاس
- هدى شعراوي
- ديمة الجندي
- عصام عبه جي
- زهير عبد الكريم
- خالد القيش
- محمد قنوع
- جمال العلي

#### من مصر:
- سمير غانم
- طلعت زكريا
- فايق عذاب
- ضياء مرغلي
- سعيد طرابيك
- عبد الله مشرف
- حسن عبد الفتاح

#### من لبنان:
- أحمد الزين
- طوني أبو جودة

#### من العراق:
- سعد خليفة
- علي قاسم الملاك

#### من السعودية:
- ميسون عبد العزيز

## وصلات خارجية
- مسلسل صايعين ضايعين على موقع IMDb (الإنجليزية)
- مسلسل صايعين ضايعين على موقع قاعدة بيانات الفيلم (الإنجليزية)